# فقط دو بار زندگی می‌کنید (فیلم)
فقط دو بار زندگی می‌کنید (دو بار که بیشتر عمر نمی‌کنیم) (انگلیسی: You Only Live Twice) پنجمین فیلم جاسوسی از مجموعه فیلم‌های جیمز باند است که توسط لوئیس گیلبرت کارگردانی و در سال ۱۹۶۷ منتشر شد. در این فیلم، باند پس از ناپدید شدن اسرارآمیز فضاپیمای آمریکایی و خدمه شوروی در مدار، باند به ژاپن اعزام می‌شود و هر کشور دیگری را در جنگ سرد مقصر می‌داند. باند مخفیانه به یک جزیره دورافتاده ژاپنی سفر می‌کند تا عاملان آن را بیابد و با ارنست استاورو بلوفلد، رئیس SPECTER روبرو می‌شود. این فیلم ظاهر بلوفلد را نشان می‌دهد که قبلا فقط از گردن به پایین دیده می‌شد. SPECTER برای دولت یک قدرت آسیایی بی‌نام، که به‌طور ضمنی جمهوری خلق چین است، کار می‌کند تا جنگ بین ابرقدرت‌ها را برانگیزد.

## داستان
یک سفینه فضایی آمریکایی توسط یک شی فضایی ناشناس از مدار ربوده شد. ایالات متحده گمان می‌کند که این کار کار شوروی است، اما انگلیسی‌ها از زمانی که فضاپیما در دریای ژاپن فرود آمد، به دخالت ژاپنی‌ها مشکوک هستند. برای تحقیق، جیمز باند، مأمور MI6، پس از جعل مرگ خود در هنگ کنگ و دفن شدن در دریا از HMS Tenby به توکیو فرستاده می‌شود.
باند در یک مسابقه سومو شرکت می‌کند که در آنجا مأمور سرویس مخفی ژاپنی آکی به او نزدیک می‌شود و او را به ملاقات مأمور محلی MI6 دیکو هندرسون می‌برد. هندرسون ادعا می‌کند که شواهد مهمی در مورد این کشتی سرکش دارد، اما قبل از اینکه بتواند توضیح دهد توسط یک قاتل کشته می‌شود. باند مهاجم را تعقیب می‌کند و می‌کشد و لباس او را به عنوان لباس مبدل می‌گیرد و در ماشین فرار به سمت اوساتو کمیکال هدایت می‌شود. زمانی که به آنجا رسید، باند راننده را تسلیم می‌کند و به گاوصندوق دفتر رئیس شرکت، آقای اوساتو، نفوذ می‌کند. پس از به دست آوردن اسناد محرمانه، باند توسط نیروهای امنیتی مسلح تعقیب می‌شود، اما آکی او را نجات می‌دهد و به ایستگاه مترو منزوی می‌گریزد. باند او را تعقیب می‌کند، اما از دری که به دفتر رئیس سرویس مخفی ژاپن، تایگر تاناکا منتهی می‌شود، سقوط می‌کند.. اسناد دزدیده شده مورد بررسی قرار می‌گیرند و حاوی عکسی از کشتی باری Ning-Po هستند، با یک پیام ریزنقطه که می‌گوید توریستی که عکس را گرفته به عنوان یک اقدام امنیتی کشته شده است.
باند برای ملاقات با اوساتو به اوساتو کمیکالز برمی گردد و خود را به عنوان یک خریدار بالقوه نشان می‌دهد. اوساتو باند را شوخ‌طبع می‌کند، اما پس از ملاقات آنها به منشی خود، هلگا برانت، دستور می‌دهد که او را بکشد. هر دو عامل SPECTER هستند. در خارج از ساختمان، قاتلان قبل از اینکه آکی دوباره او را نجات دهد، به روی باند تیراندازی می‌کنند. باند و آکی به سمت کوبه حرکت می‌کنند، جایی که Ning-Po لنگر انداخته است. آنها تأسیسات اسکله شرکت را بررسی می‌کنند و متوجه می‌شوند که کشتی عناصری را برای سوخت موشک تحویل می‌داده است. آنها کشف می‌شوند، اما باند از سرسپردگان فرار می‌کند تا اینکه آکی فرار می‌کند. با این حال، باند دستگیر شده است. او بیدار می‌شود، در کابین برانت در Ning-Po بسته شده است. برانت قبل از اینکه باند را اغوا کند بازجویی می‌کند. برانت روز بعد باند را به توکیو می‌فرستد، اما در مسیر، او آتشی را در هواپیما به راه می‌اندازد، باند را در صندلی خود می‌بندد و نجات می‌دهد. باند هواپیما را فرود می‌آورد و قبل از اینکه منفجر شود فرار می‌کند.
پس از اینکه متوجه شد Ning-Po در کجا تخلیه شده است، باند با یک اتوژیرو با سلاح سنگین که توسط Q ساخته شده است، بر فراز منطقه پرواز می‌کند. در نزدیکی یک آتشفشان، باند مورد حمله قرار می‌گیرد و چهار هلیکوپتر را شکست می‌دهد و سوء ظن او را نسبت به یک پایگاه نزدیک تأیید می‌کند. یک فضاپیمای شوروی در مدار توسط یک سفینه ناشناس دیگر دستگیر شد و تنش‌ها با ایالات متحده را تشدید کرد. سفینه فضایی اسرارآمیز در یک پایگاه وسیع پنهان در داخل آتشفشان فرود می‌آید که توسط ارنست استاورو بلوفلد از SPECTRE اداره می‌شود که توسط یک قدرت بزرگ استخدام شده است. برای شروع جنگ شوروی و آمریکا. بلوفلد اوساتو و برانت را به خاطر اینکه باند را نکشته‌اند به محل زندگی خود احضار می‌کند. اوساتو برانت را مقصر می‌داند، و در حین خروج، بلوفلد او را در استخری پر از پیرانا می‌اندازد تا بمیرد. سپس بلوفلد به اوساتو دستور می‌دهد که باند را بکشد.
در کیوتو، باند با آموزش با نینجاهای تاناکا و پوشیدن لباس مبدل ژاپنی، که شامل ازدواج صحنه‌ای با یک دختر غواص آما می‌شود، آماده می‌شود تا تحقیقات دقیق‌تری دربارهٔ جزیره انجام دهد. آکی به‌طور ناخواسته توسط یک قاتل SPECTER که باند را هدف قرار می‌دهد مسموم می‌شود و سپس به شاگرد تاناکا، کیسی سوزوکی که نقش همسرش را ایفا می‌کند، معرفی می‌شود. این زوج بر اساس رهبری کیسی، یک انفجار غار را که با گاز فسژن به دام افتاده بود و آتشفشان بالای آن را شناسایی می‌کنند. باند که می‌داند دهانه آتشفشان یک ورودی مخفی به پایگاه موشکی است، می‌لغزد و کیسی به تاناکا هشدار می‌دهد. باند فضانوردان آمریکایی و شوروی اسیر شده را پیدا کرده و آزاد می‌کند و با کمک آنها یک لباس فضایی می‌دزدد. برای نفوذ به فضاپیمای SPECTER, "Bird One". با این حال، بلوفلد باند را می‌بیند و او در حین راه اندازی پرنده وان بازداشت می‌شود. باند به اتاق کنترل منتقل می‌شود، جایی که با بلوفلد ملاقات می‌کند، که اوساتو را می‌کشد تا بهای شکست را نشان دهد.
پرنده یک به یک کپسول فضایی آمریکایی نزدیک می‌شود و نیروهای ایالات متحده آماده حمله هسته ای به اتحاد جماهیر شوروی می‌شوند. در همین حین، نینجاهای تاناکا به ورودی پایگاه نزدیک می‌شوند، اما شناسایی می‌شوند و به آنها شلیک می‌شود. باند حواس بلوفلد را پرت می‌کند و به نینجاها اجازه ورود می‌دهد. در طول نبرد، تاناکا با خلع سلاح بلوفلد با شوریکن خود، باند را نجات می‌دهد. باند به سمت اتاق کنترل می‌جنگد، هانس محافظ بلوفلد را به داخل استخر پیرانا می‌اندازد و قبل از رسیدن به کپسول آمریکایی، خود تخریبی پرنده وان را فعال می‌کند. وقتی آمریکایی‌ها نیروهای خود را کنار می‌گذارند، بلوفلد سیستم خود تخریبی پایگاه را فعال می‌کند و فرار می‌کند. باند، کیسی، تاناکا و نینجاهای زنده مانده قبل از اینکه فوران پایگاه را نابود کند، آنجا را ترک می‌کنند.

## بازیگران
- شان کانری در نقش جیمز باند، مأمور مخفی MI6
- آکیکو واکابایاشی در نقش آکی، مأمور SIS ژاپن و همکار باند
- دونالد پلیسنس در نقش ارنست استاورو بلوفلد، رئیس سازمان specter و دشمن باند
- تتسورو تامبا در نقش تایگر تاناکا، رئیس سرویس مخفی ژاپن
- می هاما در نقش کیسی، دختری که باند برای مأموریت خود با او ازدواج می‌کند
- رونالد ریچ در نقش محافظ بلوفلد
- کارین دور در نقش هلگا برانت، اسپکتر شماره ۱۱
- ترو شیمادا در نقش آقای اوساتو، یک صنعتگر ژاپنی که مخفیانه برای specter کار می‌کند
- برنارد لی در نقش ام، رئیس سرویس مخفی بریتانیا
- لوئیز مکسول در نقش مانی پنی، منشی ام
- دزموند لولین در نقش کیو، رئیس بخش فنی
- چارلز گری در نقش هندرسون، همکار باند در ژاپن
- الکساندر ناکس در نقش رئیس‌جمهور آمریکا
- بارت کووک در نقش اسپکتر شماره ۳
- مایکل چو در نقش اسپکتر شماره ۴
- شین ریمر در نقش تکنیسین ناسا در هاوایی
- آنتونی چین در نقش پلیس هنگ کنگ
- جان استون در نقش کاپیتان زیر دریایی